# ERB-Skala
Die ERB-Skala (Abkürzung für engl. Equivalent Rectangular Bandwidth) ist in der Psychoakustik eine Methode zur Bestimmung der äquivalenten Rechteckbandbreite von Tonfiltern (auditiven Filtern) für die elektronische Spracherkennung oder die Sprachsynthese.
Der durch Schall hervorgerufene Lautstärkeeindruck der Gesamtlautheit wird in der Psychoakustik berechnet durch Addition der Teillautheiten, die in den einzelnen ERB-Frequenzgruppen hervorgerufen werden. Diese mit Bandstoprauschen gewonnene Filterform muss so in eine entsprechende rechteckige Filterform umgerechnet werden, dass beide Filter die gleiche Energiemenge an weißem Rauschen passieren lassen. So erhält man die gleichwertige Rechteckbandbreite in ERB, die mit der Mittenfrequenz der auditiven Filter ansteigt.
Die Formel für den ERB-Faktor BERB in Hz als Funktion der Frequenz f in kHz lautet:
{\displaystyle B_{ERB}=24{,}7\cdot (4{,}37\cdot f+1)}
Man kann in diese Formel jede Frequenz einsetzen, denn sie gilt für jeden Punkt auf der Basilarmembran. Die ERB-Skala enthält im Frequenzbereich bis 16 kHz 40 Stufen.
Die Bandbreiten der auditiven Filter werden als kritische Bänder bezeichnet.
Es sind 24 solcher Gruppen zu unterscheiden. Für kritische Bänder gibt es zwei Skalen: Die Bark-Skala (Mel-Skala) und die ERB-Skala. Die kritische Bandbreite nimmt mit der Frequenz zu, d. h. je höher die Frequenz, desto eher werden zwei benachbarte Töne vom gleichen auditiven Filter verarbeitet.
{\displaystyle {\frac {\mathrm {d} f}{\mathrm {d} v}}=6{,}23\cdot f^{2}+93{,}39\cdot f+28{,}52}
Diese Gleichung ergibt aufgelöst grob die Beziehung zwischen BERB und der Frequenz f in Hz:
{\displaystyle B_{ERB}=11{,}17268\cdot \log \left(1+{\frac {46{,}06538\cdot f}{f+14678{,}49}}\right)}
Oder als Umkehrung:
{\displaystyle f={\frac {676170{,}4}{47{,}06538-e^{0{,}08950404\cdot B_{ERB}}}}-14678{,}49}